# Budimpešta
Budimpešta (madžarsko Budapest, češko in slovaško Budapešť) je glavno mesto Madžarske in glavno politično, industrijsko, trgovsko in prometno središče države. Mesto leži na obeh bregovih reke Donave. Nastalo je z združitvijo Budima in Obude na desni (zahodni) in Pešte na levi (vzhodni) obali Donave. Ima več kot 1,7 milijona prebivalcev, kar je sicer manj v primerjavi s sredino 1980. let, ko je imela 2,1 milijona prebivalcev. Budimpešta je v upravnem pogledu samostojna županija, ki je v celoti obkrožena z županijo Pešta. Urbano območje Budimpešte šteje okoli 2,5 milijona (vanj spada tudi največje satelitsko mesto Érd), metropolitanska regija pa več kot 3 milijone ljudi, kar jo uvršča med največja srednjeevropska mesta. 

## Zgodovina
Arheološke najdbe dokazujejo poseljenost območja današnje Budimpešte že v kameni dobi. Pozneje je na mestu današnje Óbude keltsko pleme Evariski ustanovilo majhno naselbino Ak-Ink ('bogate vode'). Na njenih temeljih so Rimljani leta 89 ustanovili naselje Aquincum, ki je leta 106 postalo glavno mesto province Panonija in to ostalo vse do konca 4. stoletja. Na mestu današnje Pešte (ob levem bregu Donave) je stalo mesto Contra aquincum (ali Trans Aquincum).
V 5.stoletju, obdobju Hunov, je kralj Atila zgradi svoje mesto. Leta 896 so območje današnjega mesta zasedli Ogri in postopoma so do leta 1873 nastala samostojna mesta Stari Budim (Óbuda), Budim (Buda) in Pešta (Pest).
Leta 1241 so Mongoli napadli Pešto in prek zamrznjene Donave še Budim. Zaradi tega je dal kralj Béla IV. Ogrski utrditi grič na desnem bregu Donave. Znotraj te utrdbe je nastal novi Budim, ki je leta 1247 postal sedež kraljevega dvora, leta 1361 pa tudi glavno mesto Ogrske. V tem času, ko so anžuvinski kralji širili trgovino, se je močno razvilo. Budim je doživel razcvet v času Sigismunda Luksemburškega in še zlasti Matije Korvina, ki je dal sezidati renesančno palačo in ustanovil knjižnico Bibliotheca Corviniana.
Osmansko cesarstvo je zasedlo Pešto leta 1526 po zmagi v bitki pri Mohaču. Budim so zasedli leta 1541. Prestolnica se je preselila v Pozsony (današnjo Bratislavo), Budim pa je postal glavno mesto turške province. Do turškega umika leta 1686, ko so današnjo Madžarsko zasedli Habsburžani, je večina stavb zaradi nevzdrževanja propadala, le nad termalnimi vrelci so nastala kopališča.
Največji razcvet v tem času je doživela Pešta, od leta 1723 tudi sedež uprave ogrskega dela kraljevine. Leta 1777 se je v Budim iz Nagyszombata (današnje Trnave) preselila univerza, ki se je leta 1784 preselila v Pešto. Leta 1784 se je prestolnica iz Bratislave ponovno preselila v Budim. V času grofa Istvána Széchenyja so vsa tri mesta doživela ponoven razcvet in pričela dobivati današnjo podobo.
Ob vstaji leta 1849 so se prvič pojavile zahteve po združitvi vseh treh mest. Habsburška oblast se je temu upirala vse do leta 1873, ko je Budimpešta z združitvijo Bude, Óbude in Pešte tudi formalno nastala in bila glavno mesto ogrskega dela leta 1867 ustanovljene Avstro-Ogrske.
Zlasti peštanska stran se je še naprej razvijala, mesto je postalo prometno vozlišče države, leta 1896, ravno na 1000. obletnico madžarske osvojitve Panonije, pa je kot drugo mesto na svetu (za Londonom) dobilo podzemno železnico.
Razvoj mesta je zaustavila prva svetovna vojna, po kateri je postalo prestolnica neodvisne, vendar s trianonsko pogodbo močno okleščene Madžarske. Med drugo svetovno vojno so leta 1944, po strmoglavljenju Miklósa Horthyja, mesto zasedli Nemci in pobili približno tretjino izmed 500.000 budimpeštanskih Judov. Precej škode so povzročila tako bombardiranja ameriških bombnikov kot obleganje Rdeče armade, ki je 13. februarja osvobodila mesto. 
Leta 1956 je izbruhnila madžarska protikomunistična vstaja, ki jo je sovjetska vojska z ogromno premočjo krvavo zatrla. Ubitih je bilo več deset tisoč ljudi, madžarskega predsednika Imre Nagya, ki se zatekel v Jugoslovansko ambasado (zraven Trga Herojev), je takratna jugoslovanska vlada izdala Sovjetom, ki so ga na tajnem procesu obsodili na smrt ter ga kmalu zatem usmrtili. Madžarska je tako ostala komunistična država in tudi članica Varšavskega pakta še dobrih 30 let, kar je negativno vplivalo na njen razvoj, kot tudi na razvoj Budimpešte. Gospodarstvo, ki je bilo pred komunizmom enako gospodarstvu Avstrije, je bilo leta 1989 neprimerljivo slabše in je na nižjem nivoju še danes.
Po letu 1956 je novi, Sovjetski Zvezi naklonjeni predsednik János Kádár z dovoljenjem SSSR uvedel reforme, ki so dokaj sprostile do tedaj trdi komunistični sistem. Tako so Madžari kot prvi izmed komunističnih držav imeli dostop do raznih naprednejših dobrin. Sprostitev se je poznala tudi po nekoliko bolj sproščenem vzdušju kot drugje, npr. prosta potovanja po državi in v druge komunistične države, itd. Glavni razlog za te spremembe je bil strah pred ponovno vstajo madžarskega ljudstva proti komunizmu. Tako je bila Madžarska (posebej Budimpešta) najbolj svobodna komunistična država razen Jugoslavije (ta je bila na veliko višjem nivoju »svobode«).
Leta 1950 so mesto povečali s priključitvijo številnih okoliških naselij. Večino vojnega razdejanja so uspeli odpraviti z obsežnimi obnovitvenimi deli v 1950-ih in 1960-ih letih. Leta 1956 je bila med vojaško intervencijo sovjetske Rdeče armade, ki je zatrla poskus madžarske demokratizacije in nevtralizacije, močno poškodovana. Že pred propadom komunističnega režima je potekala intenzivna obnova mesta. 
Budimpešta je sedež 17 univerz, med njimi so največja in najstarejša madžarska univerza Eötvös Loránd Tudományegyetem (ustanovljena 1635, tako kot) katoliška univerza Pázmány Péter Katolikus Egyetem - PPKE), Korvinova univerza (Budapesti Corvinus Egyetem), Ekonomska univerza, Glasbena akademija Franza Liszta (Liszt Ferenc Zeneművészeti Egyetem), ustanovljena 1875, do nedavnega pa tudi zasebna Centralnoevropska univerza (CEU), ki jo financira George Soros.

## Geografija

### Topografija
Budimpešta, strateško umeščena v središče Panonske kotline, leži na starodavni poti, ki povezuje griče Transdanubije z Veliko nižino. Po cesti je 216 kilometrov jugovzhodno od Dunaja, 545 kilometrov  južno od Varšave, 1565 kilometrov jugozahodno od Moskve, 1122 kilometrov severno od Aten, 343 kilometrov severovzhodno od Zagreba.
525 kvadratnih kilometrov veliko območje Budimpešte leži v osrednji Madžarski, obdano z naselji aglomeracije v okrožju Pešta. Glavno mesto se razteza 25 v smeri sever-jug oziroma 29 km vzhod-zahod. Donava vstopa v mesto s severa; kasneje obkroža dva otoka, otok Óbuda in otok Margaret. Tretji Otok Csepel je največji izmed budimpeštanskih donavskih otokov, vendar je le njegov skrajni severni vrh znotraj meja mesta. Reka, ki ločuje oba dela mesta, je na najožjem mestu v Budimpešti široka 230 m. Pešta leži na ravnem terenu Velike nižine, Budim pa je precej hribovita.
Široka Donava je bila na tem mestu vedno prehodna zaradi majhnega števila otokov na sredini reke. Mesto ima izrazite topografske kontraste: Budim je zgrajen na višjih rečnih terasah in hribih zahodne strani, medtem ko se znatno večja Pešta razprostira na ravni in nepomembni peščeni ravnini na nasprotnem bregu reke. Teren Pešte se dviga z rahlim naklonom proti vzhodu, tako da ležijo najbolj vzhodni deli mesta na enaki nadmorski višini kot najnižji hribi v Budimu, zlasti hrib Gellért in Grajski hrib.
Budimsko gričevje je sestavljeno predvsem iz apnenca in dolomita, voda pa je ustvarila speleoteme, najbolj znani sta jama Pálvölgyi (skupna dolžina 7200 m) in jama Szemlőhegyi (skupna dolžina 2200 m). Hribovje je nastalo v triasu. Najvišja točka hribov in Budimpešte je hrib János, na 527 metrih nadmorske višine. Najnižja točka je nivo Donave, ki je 96 metrov nad morsko gladino. Budimpešta je bogata tudi z zelenimi površinami. Od 525 kvadratnih kilometrov, ki jih zaseda mesto, je 83 kvadratnih kilometrov zelenih površin, parkov in gozdov. Gozdovi Budimskih gričev so okoljsko zavarovani.
Prometni pomen mesta je zelo pomemben, saj v Budimpešto vodijo številne glavne evropske ceste in evropske železniške proge. Donava je bila in je še vedno pomembna vodna pot in ta regija v središču Karpatskega bazena leži na križišču trgovskih poti. Budimpešta je ena od le treh prestolnic na svetu, ki ima termalne izvire (druga sta Reykjavík na Islandiji in Sofija v Bolgariji). Približno 125 izvirov proizvede 70 milijonov litrov termalne vode na dan s temperaturo do 58 Celzija. Nekatere od teh voda naj bi imele zdravilne učinke zaradi visoke vsebnosti mineralov.

### Podnebje
Budimpešta ima prehodno podnebje med vlažnim zmernim podnebjem (Köppen: Cfa, Trewartha: Doa) in vlažnim celinskim podnebjem (Köppen: Dfa, Trewartha: Dca), s toplimi do vročimi poletji in mrzlimi zimami. Zima (od novembra do začetka marca) je lahko hladna in mesto prejme malo sonca. Sneženje je v večini let dokaj pogosto in med sredino decembra in sredino februarja niso redke nočne temperature –10 °C. V pomladnih mesecih (marec in april) so razmere spremenljive, s hitrim dvigom povprečne temperature. Vreme konec marca in aprila je podnevi pogosto zelo prijetno, ponoči pa sveže. Dolgo poletje v Budimpešti – traja od maja do sredine septembra – je toplo ali zelo toplo. Pojavijo se tudi nenadni močni nalivi, zlasti maja in junija. Za jesen v Budimpešti (od sredine septembra do konca oktobra) je značilno malo dežja in dolgi sončni dnevi z zmernimi temperaturami. Konec oktobra ali v začetku novembra se temperature pogosto nenadoma znižajo.
Povprečna letna količina padavin v Budimpešti je okoli 596,9 mm. V povprečju je vsako leto 84 dni s padavinami in 1988 sončnih ur. Od marca do oktobra je povprečna skupna količina sonca približno enaka tistim v severni Italiji (Benetke).

### Deli mesta
Sodobna Budimpešta je razdeljena na 23 okrožij (madžarsko kerületek, ednina kerület), vsako z županom in občinsko vlado, izvoljeno ločeno od splošne občinske vlade. Okraji in splošna občinska uprava imajo ustavno in zakonsko opredeljena področja pristojnosti, ki se ne prekrivajo. Vsako okrožje ima občinsko priznano ime, od katerih nekatera ustrezajo temu, kako domačini imenujejo območje ali sosesko (npr. Belváros, V. okrožje; Terézváros, VI. okrožje), druga pa so neologizmi (npr. Újbuda, XI. okrožje). Ulični znaki prikazujejo okrožje in pogovorno ime te soseske. Slednje so pogosto imena vasi, ki so bile postopoma priključene mestu (npr. Sashalom, Budafok) ali nadomeščenih upravnih enot nekdanjih okrožij.
Po združitvi Budima, Pešte in Óbude leta 1873 je Budimpešta sprva imela 10 okrožij. V medvojnem obdobju je županska administracija Károlyja Szendyja v letih 1934–1944 prvič resno razmišljala o priključitvi obrobnih mest in vasi. Do tega pa je prišlo šele po vzponu državnega komunizma na Madžarskem. Leta 1950 je bilo zaradi socialne in industrijske politike – vključno z željo Madžarske stranke delovnega ljudstva po proletarizaciji tradicionalno desničarskih predmestij – 7 mest z okrajnimi pravicami in 16 mest priključenih glavnemu mestu, da bi oblikovali sodobno Veliko Budimpešto (madžarsko Nagy-Budapest). To je reorganiziralo mesto v 22 okrožij, število, ki je naraslo na 23, potem ko se je Soroksár odcepil od Pesterzsébet leta 1994. Sodobno mesto tako sestavlja 6 okrožij v Budimu, 16 v Pešti in Csepelu. Danes okraji I., II., XI., in XII. v Budimu in V., VI., VII., VIII., in IX. v Pešti sestavljajo mestno središče v najširšem pomenu, ki približno ustreza občinskim mejam iz leta 1873.
Okrožja Budimpešte so oštevilčena glede na tri koncentrične polkroge. I. okrožje je majhno območje v središču Budima, vključno z grajsko četrtjo. II. je v Budimu na severozahodu gradu, medtem ko je okrožje III. se razteza vzdolž skrajnega severnega dela Budima in vključuje nekdanjo Óbudo. Okraj IV. nadaljuje ta polkrog v najsevernejši Pešti, vendar je V. okrožje v samem središču Pešte in uvaja nov krog, ki se nato vije nazaj skozi Pešto v Budim kot VI., VII., VIII., IX., XI., in XII. okrožja. Okraji XIII., XIV., XV., XVI., XVII., XVIII., XIX., XX., XXI., in XXII. tvorijo še en polkrog v najbolj oddaljeni Pešti. Okraji X. in XXIII. tvorijo nepravilnosti v celotnem vzorcu.

## Znamenitosti
Budimpešta je splošno znana po urejeni predvojni mestni pokrajini z veliko različnimi ulicami in znamenitostmi v klasični arhitekturi.

#### Budim
- Grajski hrib (Várhegy), kjer so glavne mestne znamenitosti in je bil leta 1987 vpisan na Unescov seznam svetovne dediščine:
  - Budimski grad je najprej sezidal Sigismund Luksemburški, povečal ga je Matija Korvin, Marija Terezija mu je dala baročno podobo, po požaru leta 1848 so ga ponovno zgradili v letih 1894–1906. Danes je v njem Narodna galerija z deli madžarskih slikarjev in kiparjev.
  - Matijeva cerkev (Mátyás templom), ki jo je leta 1269 prvi postavil Béla IV., za njim so jo v gotskem slogu večkrat prezidali, Matija Korvin je dal postaviti jugozahodni stolp. V cerkvi, ki je služila nemško govorečim prebivalcem, so kronali madžarske kralje. Turki so jo leta 1536 požgali in na njenem mestu postavili mošejo, do leta 1869 pa so jo rekonstruirali v prvotni gotski obliki. V triladijski cerkvi, katere notranjost je s freskami poslikal Bertalan Székely je pokopan kralj Béla III.
  - Ribiška trdnjava (Halászbástya) je v neoromantičnem slogu nastala leta 1901, po načrtih Frigyesa Schuleka. Trdnjava je dobila ime po cehu ribičev, ki so v srednjem veku branili tukaj stoječe mestno obzidje, ter po ribji tržnici v bližini.
  - Kipe Turula, mitske ptice varuhinje Madžarske, je mogoče najti tako v grajskem okrožju kot v dvanajstem okrožju.
  - spomenik prvega madžarskega kralja svetega Štefana I., ki ga je leta 1906 postavil Alajos Stróbl.
  - Sándorjeva palača poleg kompleksa Budimskega gradu v starodavnem grajskem okrožju, od leta 2003 je uradno prebivališče in delovni prostor predsednika Madžarske.
- Citadela stoji na Gellértovem hribu (Gellérthegy), kjer so Habsburžani leta 1851 na mestu nekdanje zvezdarne zgradili to trdnjavo, namenjeno lažjemu dušenju nemirov po porazu Madžarov v boju za neodvisnost v letih 1848–1849. Leta 1947 so tam postavili spomenik svobode, delo Zsigmonda Kisfaludy Strobla, v spomin na sovjetske vojake, ki so osvobodili mesto. Po političnih spremembah v 1990-ih so odstranili napise v ruščini in kipe vojakov ter spomenik preimenovali v spomenik neodvisnosti.

#### Pešta
V Pešti je verjetno najpomembnejša znamenitost Andrássy út. Ta avenija je elegantna 2,5 kilometra dolga drevoredna ulica, ki pokriva razdaljo od Deák Ferenc tér do Trga herojev. Gleda na številna pomembna mesta. Je Unescov seznam svetovne dediščine. Vse do Kodály körönd in Oktogon sta na obeh straneh obloženi z velikimi trgovinami in stanovanji, zgrajenimi blizu skupaj. Med tem mestom in Trgom herojev so hiše samostojne in vse skupaj večje. Pod njim teče najstarejša podzemna železnica celinske Evrope, katere večina postaj je ohranila svojo prvotno podobo. Ob straneh sta Muzej lepih umetnosti in Kunsthalle Budimpešta, zadaj pa se odpira mestni park z gradom Vajdahunyad. Eden izmed draguljev Andrássy úta je Madžarska državna opera.
- Parlament (Országház), zgrajen med letoma 1885 in 1904 v novogotskem slogu po načrtih Imreja Steindla je ena najbolj znanih budimpeštanskih znamenitosti. Zgradba je dolga 268 metrov in ima mogočno kupolo. Ob dokončanju gradnje je bil največji parlament na svetu.
- Bazilika sv. Štefana (Szent István templom) v neorenesančnem slogu so pričeli graditi leta 1851 po načrtih Józsefa Hilda. Dokončali so jo leta 1905. Gre za največjo cerkev v mestu.
- Madžarska državna opera (Állami Operaház) je nastala v letih med 1875 in 1884 po načrtih Miklósa Ybla. Freske v notranjosti so delo najboljših madžarskih slikarjev tistega obdobja. V prostoru za gledalce je stropna slika Olimpa Károlyja Lotza
- Hiša terorja je muzej, ki vsebuje eksponate, povezane s fašističnimi in komunističnimi režimi na Madžarskem 20. stoletja, in je tudi spomenik žrtvam teh režimov, vključno s tistimi, ki so bili pridržani, zasliševani, mučeni ali ubiti v stavbi.
- Café Gerbeaud je tradicionalna kavarna, odprta leta 1858. Zgrajena je bila v slogu Gründerzeit.
- Trg herojev (Hősök tere), postavljen leta 1896 ob tisočletnici prihoda Madžarov v Panonsko nižino, na kar spominja spomenik, dokončan leta 1929. Pred spomenikom stoji spomenik neznanemu junaku. Sredi trga je 36 m visok steber s kipom nadangela Gabrijela na vrhu in kipi madžarskih plemenskih knezov ob vznožju. V polkrožnih kolonadah so kipi pomembnih madžarskih kraljev, sedmograških knezov in borcev za svobodo.
- Sinagoga na ulici Dohány je največja sinagoga v Evropi in druga največja aktivna sinagoga na svetu.[15] Zgrajena je bila leta 1859 v mavrskem slogu in ima kapaciteto 3000 sedežev. Ob njej je skulptura, ki ponazarja jekleno drevo vrbe v spomin na madžarske žrtve holokavsta.
- Mestni park (Városliget) za Trgom junakov, kjer stoji kopija sedmograškega gradu Vajdahunyad (danes Hunedoara v Romuniji). V njem je kmetijski muzej. V parku so še znamenito kopališče Széchenyi Fürdő, živalski vrt, cirkus in zabaviščni park.
- V mestu je tudi največje zdravilno kopališče v Evropi (Széchenyi Medicinal Bath).
- Vojni muzej v Budimpešti

### Mostovi
Budim in Pešto povezujejo številni mostovi prek Donave. Med boji 2. svetovne vojne so vsi bili porušeni in po vojni obnovljeni. V mestnem središču so pomebni naslednji mostovi:
- Széchenyjev verižni most (Szécheny lánchíd) je najstarejši most čez Donavo ter pravi simbol Budimpešte. Zgradili so ga leta 1849 po načrtih Angležev Tierneyja Williama in Adama Clarka. Proti koncu druge svetovne vojne ga je nemška vojska ob umiku razstrelila, novega, 1 meter širšega od starega, pa so odprli leta 1949, natanko 100 let po prvi otvoritvi.
- Elizabetin most (Erzsébet híd) je bil zgrajen med letoma 1897 in 1903, imenuje se po kraljici Elizabeti, ženi Franca Jožefa.
- Margaretin most (Margit híd) (iz let 1872–1876) ima še odcep na južni konec Margaretinega otoka
- Árpádov most (Árpád híd) ima tudi odcep na severni konec Margaretinega otoka. Prečka tudi južni konec Starobudimskega otoka, vendar nima povezave z njim.
- Most svobode povezuje Budim in Pešto čez reko Donavo. Je tretji najjužnejši javni cestni most v Budimpešti, na južnem koncu mestnega središča. Prvotno se je imenoval Ferenc József híd (Most Franca Jožefa).

## Prometna infrastruktura

### Letališče
Mednarodni letališči Ferihegy 1 in Ferihegy 2 sta vzhodno od mesta. Letališče Ferihegy 1 se je zadnja leta uporabljalo le za tovorni in vojaški promet, sedaj pa je ponovno odprto za t. i. čarterske lete  in nizkocenovne prevoznike.
Novejše letališče Ferihegy 2 ima dva terminala in sicer Ferihegy 2A ter Ferihegy 2B. Uporablja se kot glavno mednarodno letališče za potniške prevoze.   

### Cesta
Iz Budimpešte vodijo avtoceste na vse konce države:
- M0, obroč okoli Budimpešte, znan tudi kot »cesta smrti«, zaradi mnogih smrtnih nesreč, ki so predvsem posledice izredno slabega stanja, ki pa se zadnja leta močno izboljšuje. Obroč okoli celotne Budimpešte še ni v celoti sklenjen.
- M1 na zahod proti Dunaju in Bratislavi
- M7 na jugozahod proti Blatnemu jezeru in naprej proti Hrvaški in Sloveniji (M70),
- M5 na jug proti Kecskemét-Szegedu in Vojvodini ter
- M3 na vzhod proti Miskolcu in naprej proti Ukrajini.
- M6 avtocesta v gradnji, končan je odsek Budimpešta–Szekszárd–Bóly–M6–M60–Pécs. Potekala bo ob Donavi proti južnemu delu države.

Vse avtoceste na Madžarskem so plačljive, zadnjih 10 let so se uporabljale vinjete, od marca 2008 pa se uporablja satelitsko cestninjenje. Na voljo so 4 dnevne, 10 dnevne, 30 dnevne ter letne vinjete (od marca 2008 naprej voznik ne prejme vinjete, ampak le račun).

### Železnica
Budimpešta ima tri glavne železniške postaje. 
Déli pályaudvar (slovensko "Južna postaja") v Budimu se uporablja predvsem za domače vlake iz zahodnega dela države. Izjeme so nekateri mednarodni vlaki. Keleti pályaudvar (slovensko "Vzhodna postaja") v Pešti se uporablja za večino mednarodnih vlakov (predvsem iz srednje Evrope ter zahodne Evrope) in pa tudi za nekatere državne (predvsem InterCity).  
Nyugati pályaudvar (slovensko "Zahodna postaja") v Pešti se uporablja za vse potniške vlake iz vzhodnega dela države ter za nekatere mednarodne, predvsem iz vzhodne Evrope.
Imena postaj niso neposredno povezana z destinacijami vlakov, temveč imajo zgodovinski pomen. S teh treh postaj je Budimpešta povezana s praktično celotno Madžarsko in velikim delom Evrope. Neposredni vlaki iz Ljubljane pripeljejo na Južno postajo, tisti prek Hrvaške ali Avstrije pa na Vzhodno.

### Rečni promet
Donava je pomembna prometna žila, ki povezuje Črno morje s srednjo Evropo in prek sistema kanalov tudi z Renom in Severnim morjem. Budimpeštansko rečno pristanišče na otoku Csepel je v južnem delu mesta. Mogoča so tudi križarjenja med Budimpešto in Dunajem mimo Bratislave.

### Mestni potniški promet
Mestni prevoz v Budimpešti sestavljajo podzemna železnica, avtobusi, trolejbusi, tramvaji, HEV (primestna železnica) ter vzpenjača na Grajskem griču. Z javnim prevozom upravlja podjetje BKV v lasti mesta Budimpešta.

#### Podzemna železnica
Budimpešta ima 3 linije že zgrajene podzemne železnice ter četrto linijo, ki je še v gradnji.
- M1 – (rumena linija) zgodovinska podzemna železnica, zgrajena leta 1896 kot prva podzemna železnica na Evropskem kontinentu, takoj za Londonsko in prva na elektriko v celotni Evropi. Od leta 2000 jo imenujejo »milenijska železnica«.

- M2 – (rdeča linija), prva izmed dveh metrojev (globokozemeljskih podzemnih železnic) v Budimpešti, zgrajena med letoma 1949 - leta 1970, povezuje vhodni in zahodni del mesta. Najbolj globoko je del linije med postajama Batthanyi ter in Kossuth Lajos ter, kjer teče proga pod Donavo. Od leta 2004 do leta 2007 so na progi tekle stalne obnove, kar je močno otežilo prevoz po mestu.

- M3 – (modra linija), novejša izmed dveh metrojev, zgrajena leta 1976, prvič podaljšana leta 1984 in nato še enkrat leta 1990 (do današnje končne postaje Ujpest). Povezuje severni in južni del mesta. Je najdaljša izmed treh že izgrajenih linij.

- M4 – (zelena linija), najnovejša, še ne dokončana linija. Načrtovati so jo začeli leta 1972, gradnja pa naj bi se začela leta 1998, vendar se je zaradi različnih, predvsem političnih težav gradnja v resnici začela šele leta 2004, zaradi dosedanjih stalnih političnih spodkopavanj bo gradnja v najboljšem primeru končana šele leta 2011. Cena gradnje je iz načrtovanih 195 milijard HUF (1998) narasla na 511 milijard HUF (2007).

Podatki iz 2012: Linija M4 bo deloma končana leta 2014 (prvih 10 postaj). Trenutno potekajo zaključna dela na postajah ter obnova postaj "Kalvin Ter" ter "Keleti", skozi kateri bodo sedaj tekli dve liniji. Dolžina izgrajenega dela proge je zdaj 7,4 km; v drugi fazi bo podaljšana za 3,2 km in v tretji še za 2,1 km.

#### Primestna železnica
Primestna železnica HÉV vodi proti severu ob zahodnem bregu Donave do kraja Szentendre, ob vzhodem bregu Donave ter skozi otok Csepel proti jugu do kraja Dunaharaszti, proti severo-vzhodu pa do kraja Godollo.
Seznam linij
| logotip | naziv           | relacija                   |
| ------- | --------------- | -------------------------- |
|         | Szentendrei HÉV | Batthyány tér – Szentendre |
|         | Ráckevei HÉV    | Közvágóhíd – Ráckeve       |
|         | Csepeli HÉV     | Boráros tér – Csepel       |
|         | Gödöllői HÉV    | Örs vezér tér – Gödöllő    |
|         | Csömöri HÉV     | Örs vezér tér – Csömör     |

## Pobratena mesta
Leta 2005 je bila Budimpešta pobratena z naslednjimi mesti:
- New York, ZDA od 1991
- Fort Worth, ZDA od 1990
- Dunaj, Avstrija od 1990
- Berlin, Nemčija od 1992
- Frankfurt na Majni, Nemčija od 1990
- Tel Aviv, Izrael od 1989
- Sarajevo, Bosna in Hercegovina od 1995
- Lizbona, Portugalska od 1992

## Galerija
- Trg Herojev
- Kupola Madžarskega parlamenta
- Sveti Štefan
- Kip na Trgu herojev
- Bazilika sv. Štefana
- Bazilika sv. Štefana
- Sinagoga